# Novi Laheri, Nova Kahovka
Novi Laheri (în ucraineană Нові Лагері) este un sat în așezarea urbană Dnipreanî din orașul regional Nova Kahovka, regiunea Herson, Ucraina.

## Demografie
Componența lingvistică a localității Novi Laheri
     Ucraineană (85,59%)
     Rusă (13,98%)
     Alte limbi (0,42%)
Conform recensământului din 2001, majoritatea populației localității Novi Laheri era vorbitoare de ucraineană (85,59%), existând în minoritate și vorbitori de rusă (13,98%).